# Conti di Ebersberg
La potente e ricca famiglia bavarese dei conti di Sempt-Ebersberg, detti anche conti di Sempt o conti di Ebersberg, ebbe origine ai tempi dell'imperatore Arnolfo di Carinzia († 899) con il conte Sighart († 906) della stirpe dei Sigerdingi e terminò con il conte Adalberone II nel 1045. I conti di Sempt-Ebersberg furono anche i primi margravi della marca di Carniola; governarono come tali dal 1004 all'estinzione della famiglia. Attraverso un'abile politica matrimoniale ed ereditaria, il loro dominio si estendeva dalle città dell'Alta Baviera di Ebersberg ed Erding a quella che oggi è la Carinzia. Nel 934 i conti fondarono l'abbazia di Ebersberg. Nel 1036 l'area fu estesa anche sul Mark an der Sann.

## Albero genealogico
Sighart (circa 887-906), conte di Alemannia, ricevette Sempt ∞ Gotini (Gottina).
- Ratold (circa 890-919), margravio in Carantania ∞ Engilmut.
  - Eberardo I († 959), conte an der Amper, fondatore dell'abbazia di Ebersberg nel 934
  - San Lantperto di Frisinga (*intorno all'895 (?) ad Ebersberg-19 settembre 957 a Frisinga), dal 937 al 957 vescovo di Frisinga, leggendario fondatore di Landsberied;
  - Adalberone I (928/34–965/69),? margravio in Carniola, cofondatore del monastero di Ebersberg ∞ Liutgarda di Dillingen, nipote del vescovo Ulrico Augusta;
    - Hadamut ∞ conte Markwart III di Viehbach (Eppenstein);
    - Ulrico (circa 970-1029), conte di Ebersberg, margravio di Carniola (1004-1011) ∞ Richgart (Richardis) di Viehbach (Eppenstein), sorella di Markwart III;
      - Adalberone II (1029-27 marzo 1045, estinzione della stirpe), conte di Ebersberg ∞ Richlint (Welfen) († 12 giugno 1045 nel crollo del castello di Persenbeug);
      - Eberardo II (1037–1041/42), margravio di Carniola (1040–42), conte di Ebersberg, fondatore dell'abbazia di Geisenfeld nel 1037 ∞ Adelaide di Sassonia;
      - Tuta (Giuditta), ∞ Sighart, conte di Chiemgau († 1046);
      - Willibirg (circa 1020-1056) ∞ conte Werigand d'Istria-Friuli.
        - Gerbirg, badessa a Geisenfeld;
        - Liutgarda? suora a Geisenfeld;
        - Hadamut ∞ conte Poppo I di Weimar, margravio d'Istria.
          - Discendenti (vedi Weimar)

    -  ? Willibirg ∞ Babo (Poppo) (circa 957-975), conte an der Paar, margravio di Carniola 973.

  - Willibirg († 989/85) ?, Etico II (Welfen).